# В Америке есть таланты (сезон 6)
Премьера шестого сезона шоу «В Америке есть таланты», американского реалити-шоу талантов, состоялась 31 мая 2011 года на канале NBC. 14 сентября 2011 года победителем шестого сезона был назван Ландау Евгений Мёрфи-младший. Это был последний сезон для Пирса Моргана в качестве судьи.

## Предварительные прослушивания
Телевизионные прослушивания для шестого сезона прошли в городах Лас-Вегас, Атланта, Хьюстон, Сиэтл, Миннеаполис и Нью-Йорк. Нетелевизионные прослушивания продюсеров также были проведены в городах Денвер и Чикаго. Анонсы прослушиваний были показаны во время премьеры проекта «The Voice» (аналог российской программы «Голос») на канале NBC в течение апреля и мая 2011 года. Пирс Морган отсутствовал в первой половине прослушиваний, которые состоялись в Миннеаполисе, потому что попал под метель.
Уже второй год отдельный раунд прослушиваний также проводился в Youtube, с 12 номерами, дошедших до четвертьфинального раунда для конкуренции в Топ-48.

## Неделя в Лас-Вегасе
Сразу после финального раунда прослушиваний первый эпизод «Неделя в Лас-Вегасе» вышел в эфир 5 июля 2011 года и длился 2 часа. Эпизод достигнул рейтинг 4.6 в демографике среди взрослых 18-49 лет, связывая рекорд выпуска, установленный мировой премьерой шоу в 2006 году.
Второй эпизод «Недели в Лас-Вегасе» вышел в эфир 6 июля 2011 года и длился 1 час.
В этом году номера, прошедшие через «Неделю в Лас-Вегасе», выступают в казино «Planet Hollywood» на Лас-Вегас Стрип, в том же месте, что и размещение «В Америке есть таланты» в 2009 году.

### Отбор и удаление
Как и в прошлом сезоне, судьи разделили номера участников на 3 группы. Те, кто в Группе А, были названы как «судейские фавориты», а выступали в первый день «Недели в Лас-Вегасе». Те, кто в группе B, рассматривались как продвиженные судьями, и были названы как «номера ожидания». Эти номера выступали в остальном небольшом количестве на второй день после группы А. Аудитория группы C была названа судьями, чтобы быть лучшими, и они перешли напрямую в конкуренцию в Топ-48 без выступления в Лас-Вегасе.
В этом году судьи могут исключать номера сразу после их выступления, если их прослушивание было нестандартным. Любое прослушивание, которое было на этом уровне, указаны курсивом.

### Группа А: Судейские фавориты

#### Прошедшие
- Чарльз Пичок — жонглёр.
- Дани Шей — певец.[note 1]
- Дезмонд Микс — певец.
- Duo Aero — акробаты.
- Echo of Animal Gardens — номер с говорящей птицей.
- Fatally Unique — танцевальная бригада.
- The Fiddleheads — группа блюграсса.
- Фрэнк Майлс — опасный номер.
- Гичи Гай — комик.
- Дж. Крис Ньюберг — комик/гитарист.
- The Kinetic King — кинетик.
- Ландау Евгений Мёрфи-мл. — джазовый певец.
- Mona Lisa — певческий дуэт.
- POPLYFE — группа.
- Скотт Александр — фокусник/иллюзионист.
- Snap Boogie — танцор.
- Стивен Ретчлесс — танцор на шесте.
- Summerwind Skippers — труппа акробатов, прыгающих через скакалку.
- Those Funny Little People — новая танцевальная группа.
- Команда жёлтых дизайнерских трюков — команда BMX трюков.
- Zuma Zuma — акробатические трюки.

#### Выбывшие
- 4Play — группа певцов.[note 2]
- Ангельская команда — классические певцы.
- Арман и Ангелина — рок/классические певцы.
- The Blue Bombshells — танцевальная труппа.
- Бретт Пемпертон — певец.
- Chicago’s Ultimate Tumblers — акробатический номер.
- Кристина Бьянко — комик.
- Синди Чанг — оперная певица.[note 3]
- Дерек Шолл — певец.
- Fantastic Fig & Cat — фокусник в увеличенном масштабе.
- Гэри Макинтайр/Сьюзан Киркилин — танцоры.
- Гарольд — певец.
- Hershae Chocolatae — самозванка-бродячая королева.
- Джаммин Джей Ламонт — комик/самозванец Обама.
- Дженн Мари Симен — комик.
- Джесси «Джек Расселл» — выступление собаки.
- Келси Норд — певец.
- Кевин Шелли — разрушающий доски.
- LD Dance Company — танцевальная труппа сальсы.
- Майкл Турко — фокусник/иллюзионист.
- Майк Стоун и The Kritikal Band — группа ритма и блюза.
- Господин Джонс — танцор.
- Narsister — акробатика.
- Нужная Дива — оперная певица.
- Ping Pong Guy — пинг-понг.
- Remedy — вокальная группа.
- Роберт Картер — певец.
- Райан Андреас — певец.
- Шевонне Филлидор — певец.[note 4]
- Солей Руссо — танцор на шесте.
- The BGP — рок-группа.
- The Lost Boys — рок-группа.
- Птицы Вегаса — выступление попугая.

### Группа B: Номера ожидания

#### Прошедшие
- Анна Грейсмен — певица.
- Attack Dance Crew — танцевальная бригада.
- Эйвери и «The Calico Hearts» — трио певцов.
- Даниэль Джозеф Бейкер — певец.
- Дилан Андре — певец.
- Ян Джонсон — выступление с йо-йо.
- Лэндон Суонк — фокусник.
- Маурисио Эррера — певец/шоумен.
- Monet — певец.
- Purrfect Angelz — танцевальная труппа.
- Трио Сандоу на русской палке — акробаты на русской палке.
- Сет Грабел — фокусник.
- SH’Boss Boys — трио негромкого стука.
- Smage Brothers Riding Shows — трюковое вело-шоу.
- Тейлор Дэвис — певец.
- Томас Джон — комедийный жонглёр.

#### Выбывшие
- The Body Poets — танцевальная группа.
- Чад Селсингер — певец.
- Даниэль Мартин — детский номер.
- The Elektrolytes — танцевальная бригада.
- Фрэнк Оливье — жонглёр/глотатель огня.
- Halls of Magic — фокусники.
- Джекоб Гринхаус — певец.
- Джейсон Квик — опасный номер.
- Джессика Кулидж — пианистка.
- Леонид Великолепный — разнообразный номер.
- The Magic Charms — фокусник.
- Meet Me at Fairfax и 3rd — певец/акробат.
- Narcissister — танцор с возглавленными куклами.
- Престон Уэбер — танцор с самоанскими огненными ножами.
- Сэйди — певец/детское выступление.
- Soulman — танцор/певец/эстрадный артист.
- Тэннер «Лил Т» Эдвардс — танцор.
- Taptastic — танцевальный дуэт.
- Трики Джексон — танцор.
- Капитан и Мейбелли — выступление в жанре интермедия.
- Fearless Flores Family — трюковые мотоциклисты.
- Лис Агнес — оперный певец.
- Мелисса Вилласенор — комик/импрессионист.
- Miami All-Stars — танцевальная труппа.
- Профессор Сплэш — прыгун в воду с высоты.
- Silhouettes — исполнители силуэта.
- Squonk Opera — оперные певцы.
- Team iLuminate — светящаяся танцевальная группа.
- The Rhinestone Ropers — опасный номер в жанре вестерн.

### Неизвестное решение судей
Эти номера прошли через начальное прослушивание, но не выступали в Лас-Вегасе по личным причинам.
- Бреннан Фигари — воздушный гимнаст[note 5].
- DJ Face — выступление диджея.
- ELEW — пианист[note 6].
- Мужской хорал «Illumni» — акапельная группа.
- Миссис Смит — роковой гитарист.
- Оливия Беллафонтейн — бурлесковый танцор.
- Рейчел Замштейн — певец и гитарист.
- Sally Gould Dancers — танцевальная труппа.
- Бутылочная группа Святого Луки — бутылочная группа.
- The Art of Teknique — танцевальное трио[note 7].
- Вива Ла Муэрте — танцор/стриптизёрша[note 8].
- Шемика Чарльз — акробат огненного заточения.

Сноски
1. ↑  Дани Шей пел оригинальную песню, но забыл текст. Судьи дали ему ещё один шанс выступить с ещё одной песней в тот же день.
2. ↑  Один член группы пропел ключевой тон голоса, и группа не закончила свою песню.
3. ↑  Судьи чувствовали, что выступление Синди Чанг является «трельным».
4. ↑  Судьи перенесли Шевонне назад для участия в «Дикой карте».
5. ↑  Бреннан Фигари был записан как воздушный гимнаст для всемирно известного шоу «Cavalia» и был не в состоянии конкурировать.
6. ↑  ELEW отправился в гастрольный тур с Джошем Гробаном и был не в состоянии конкурировать.
7. ↑  У трио «The Art of Teknique» были конфликты с другими проектами и были не в состоянии конкурировать.
8. ↑  Вива Ла Муэрте выступила с группой «The Audition All Stars» в финале сезона, несмотря на невыступление в Лас-Вегасе.

## Четвертьфиналы
Четвертьфиналы начались 12 июля 2011 года и закончились 17 августа 2011 года с выводом результатов эпизода «Дикая карта». Этот раунд включает в себя 48 лучших номеров, прошедших через «Неделю в Лас-Вегасе», номеров, прошедших через раунды прослушиваний через Youtube, а шоу «Дикая карта» благодаря ранее исключённых четвертьфиналистов.
| Key | Нажата кнопка | Выбор судей | Прошёл в полуфиналы. | Занял или 4, или 5 место; Победил (голоса судей). | Занял или 4, или 5 место; Проиграл (голоса судей). |

### Топ-48. Неделя 1 (12-13 июля)
Гости: Аврил Лавин, мюзикл «Присцилла. Королев пустыни».
| Порядок | Участник                       | Описание номера                           | Нажатия и выборы судей | Нажатия и выборы судей | Нажатия и выборы судей |
| Порядок | Участник                       | Описание номера                           | Мандел                 | Осборн                 | Морган                 |
| ------- | ------------------------------ | ----------------------------------------- | ---------------------- | ---------------------- | ---------------------- |
| 1       | Miami All-Stars                | Танцевальная труппа                       | [ note 1 ]             |                        |                        |
| 2       | Дезмонд Микс                   | Певец                                     |                        |                        |                        |
| 3       | Those Funny Little People      | Новые танцоры                             |                        |                        |                        |
| 4       | Бесстрашная семья Флорес       | Трюковые мотоциклисты                     |                        |                        |                        |
| 5       | Squonk Opera                   | Оперная группа                            |                        |                        |                        |
| 6       | Дж. Крис Ньюберг               | Комедийный певец                          |                        |                        |                        |
| 7       | Snap Boogie                    | Танцор                                    |                        |                        |                        |
| 8       | Echo of Animal Gardens         | Выступление говорящей птицы               |                        |                        |                        |
| 9       | The Fiddleheads                | Группа блюграсса                          |                        |                        |                        |
| 10      | Дуэт «Aero»                    | Акробатика/воздушные гимнасты на трапеции |                        |                        |                        |
| 11      | Анна Грейсман                  | Певица                                    |                        |                        |                        |
| 12      | Трио «Sandou» на русской палке | Акробаты                                  |                        |                        |                        |

Сноска
1. ↑  Потому что оба судьи Осборн и Морган проголосовали за участников группы «Miami All-Stars», а намерения голосовать у Манделы не выявлено.

### Топ-48. Неделя 2 (19-20 июля)
Гости: группы « Hot chelle rae|Hot Chelle Rae», «TRACES».
| Порядок | Участник                       | Описание номера               | Нажатия и выбор судей | Нажатия и выбор судей | Нажатия и выбор судей |
| Порядок | Участник                       | Описание номера               | Мандел                | Осборн                | Морган                |
| ------- | ------------------------------ | ----------------------------- | --------------------- | --------------------- | --------------------- |
| 1       | Атакующая танцевальная бригада | Танцоры                       |                       |                       |                       |
| 2       | Дани Шей                       | Певец/музыкант                |                       |                       |                       |
| 3       | Парень Гичи                    | Сидячий комик                 |                       |                       |                       |
| 4       | Дэниел Джозеф Бейкер           | Певец/пианист                 |                       |                       |                       |
| 5       | The Rhinestone Ropers          | Участники с Дикого Запада     |                       |                       |                       |
| 6       | Дилан Андре                    | Певец/музыкант                |                       |                       |                       |
| 7       | Лендон Суонк                   | Фокусник/иллюзионист          |                       |                       |                       |
| 8       | Smage Brothers Riding Shows    | Трюковые мотоциклисты         |                       |                       |                       |
| 9       | Томас Джон                     | Смешной жонглёр               |                       |                       |                       |
| 10      | Стивен Ретчлесс                | Танцор на шесте               |                       |                       |                       |
| 11      | Mona Lisa                      | Певцы-близнецы                |                       |                       |                       |
| 12      | Silhouettes                    | Силуэтная танцевальная группа |                       |                       |                       |

### Топ-48. Неделя 3 (26-27 июля)
Гости: Стиви Никс, театральная группа «Fighting Gravity», «Смурфики».
| Порядок | Участник                     | Описание номера          | Нажатия и выбор судей | Нажатия и выбор судей | Нажатия и выбор судей |
| Порядок | Участник                     | Описание номера          | Мандел                | Осборн                | Морган                |
| ------- | ---------------------------- | ------------------------ | --------------------- | --------------------- | --------------------- |
| 1       | Summerwind Skippers          | Акробаты со скакалкой    |                       |                       |                       |
| 2       | SH’Boss Boys                 | Трио рэперов             |                       |                       |                       |
| 3       | Маурисио Эррера              | Певец/шоумен             |                       |                       |                       |
| 4       | Сет Грабел                   | Фокусник                 |                       |                       |                       |
| 5       | POPLYFE                      | Группа                   |                       |                       |                       |
| 6       | Ян Джонсон                   | Участник с йо-йо         |                       |                       |                       |
| 7       | Ландау Евгений Мёрфи-младший | Джазовый певец           |                       |                       |                       |
| 8       | Purrfect Angelz              | Танцевальная труппа      |                       |                       |                       |
| 9       | Monét                        | Певец                    |                       |                       |                       |
| 10      | Captain and Maybelle         | Интермедия/опасный номер |                       |                       |                       |
| 11      | Лис Агнес                    | Оперный певец            |                       |                       |                       |
| 12      | Профессор Splash             | Прыгун с высоты          |                       |                       |                       |

Сноска
1. ↑  Это происходило в эту ночь, когда профессор Splash побил мировой рекорд на самый высокий прыжок в мелкую воду до 36 футов 7 дюймов (11.15 метров).
2. ↑  Профессор Splash должен был выступить за пределами студии из-за соображений безопасности. У судей не было кнопок вне студии, а вместо них принесли ручные плакаты со знакомым красным иксом, хотя судьи ими не пользовались.

### Топ-48. Неделя 4 (2-3 августа)
Гости: группа «Maroon 5», Джейсон Деруло.
| Порядок | Участник                       | Описание номера                | Нажатия и выбор судей | Нажатия и выбор судей | Нажатия и выбор судей |
| Порядок | Участник                       | Описание номера                | Мандел                | Осборн                | Морган                |
| ------- | ------------------------------ | ------------------------------ | --------------------- | --------------------- | --------------------- |
| 1       | The Kinetic King               | Кинетический артист            |                       |                       |                       |
| 2       | Zuma Zuma                      | Акробатические трюки/акробаты  |                       |                       |                       |
| 3       | Avery and the Calico Hearts    | Певческое трио                 |                       |                       |                       |
| 4       | Чарльз Пичок                   | Жонглёр                        |                       |                       |                       |
| 5       | Сэм Би                         | Танцор                         |                       |                       |                       |
| 6       | Тейлор Дэвис                   | Певец/музыкант                 |                       |                       |                       |
| 7       | Мелисса Велласенор             | Комик/импрессионист            |                       |                       |                       |
| 8       | Скотт Александр                | Фокусник/иллюзионист           |                       |                       |                       |
| 9       | Fatally Unique                 | Танцевальная бригада           |                       |                       |                       |
| 10      | Команда трюков жёлтого дизайна | Трюки байкеров                 |                       |                       |                       |
| 11      | Фрэнк Майлс                    | Опасный номер                  |                       |                       |                       |
| 12      | Команда «iLuminate»            | Светящаяся танцевальная группа |                       |                       |                       |

### Специально для Youtube
Гости: «OK Go», театр «Pilobolus», Кинан Кейхилл, Tay Zonday, Ребекка Блэк, специальный номер с Youtube «Up and Over It» с проекта «В Британии есть таланты».
Это специальный четвертьфинал с номерами, подавших заявку на Youtube.
| Порядок | Участник                        | Описание номера                      | Нажатия и выбор судей | Нажатия и выбор судей | Нажатия и выбор судей |
| Порядок | Участник                        | Описание номера                      | Мандел                | Осборн                | Морган                |
| ------- | ------------------------------- | ------------------------------------ | --------------------- | --------------------- | --------------------- |
| 1       | TNC Elite                       | Труппа танца клоггинг                |                       |                       |                       |
| 2       | Иллюзионист Бретт Дэниелс       | Фокусник/иллюзионист                 |                       |                       |                       |
| 3       | Гейб Рокс                       | Собачьи трюки                        |                       |                       |                       |
| 4       | Aeon                            | Паркуровые акробаты                  |                       |                       |                       |
| 5       | Брина Белл                      | Гимнастка/танцор/человек-змея        |                       |                       |                       |
| 6       | Кевин Колис                     | Певец/музыкант                       |                       |                       |                       |
| 7       | Бет Энн Робинсон                | Танцор                               |                       |                       |                       |
| 8       | Gymkana                         | Труппа гимнастов/акробатов           |                       |                       |                       |
| 9       | Баскетбольный фристайл «Калани» | Баскетбольные жонглёры               |                       |                       |                       |
| 10      | West Springfield Dance Team     | Танцевальная труппа                  |                       |                       |                       |
| 11      | Мэтт Вильгельм                  | Трюковой велосипедист в чёрном свете |                       |                       |                       |
| 12      | Powerhouse                      | Хоровое шоу                          |                       |                       |                       |

### «Дикая карта» (16-17 августа)
В этом году «Дикие карты» были отобраны судьями с участием аудитории на веб-сайте шоу, хотя это было до решения продюсеров, будет ли необходимым общественное мнение зрителей.
Все 5 номеров, которых не выбрали судьи, были приглашены обратно в шоу «Дикая карта».
Гости: Колби Кэйллат, мюзикл «Отверженные».
| Порядок | Кем выбран | Участник                         | Описание номера               | Нажатия и выбор судей | Нажатия и выбор судей | Нажатия и выбор судей |
| Порядок | Кем выбран | Участник                         | Описание номера               | Мандел                | Осборн                | Морган                |
| ------- | ---------- | -------------------------------- | ----------------------------- | --------------------- | --------------------- | --------------------- |
| 1       | Морган     | The Kinetic King                 | Кинетический артист           |                       |                       |                       |
| 2       | Мандел     | Those Funny Little People        | Новые танцоры                 |                       |                       |                       |
| 3       | Осборн     | Avery and the Calico Hearts      | Вокальное трио                |                       |                       |                       |
| 4       | Мандел     | Сет Грабел                       | Фокусник                      |                       |                       |                       |
| 5       | Осборн     | Shevonne                         | Певец/музыкант                |                       |                       |                       |
| 6       | Осборн     | West Springfield Dance Team      | Танцевальная труппа           |                       |                       |                       |
| 7       | Мандел     | Дж. Крис Ньюберг                 | Комик                         | [ note 1 ]            |                       |                       |
| 8       | Осборн     | Трюковая команда жёлтого дизайна | Трюковые байкеры              |                       |                       |                       |
| 9       | Морган     | Чарльз Пичок                     | Жонглёр                       |                       |                       |                       |
| 10      | Мандел     | The Fiddleheads                  | Группа блюграсса              |                       |                       |                       |
| 11      | Морган     | Summerwind Skippers              | Труппа акробатов со скакалкой |                       |                       |                       |
| 12      | Морган     | Лэндон Суонк                     | Фокусник/иллюзионист          |                       |                       |                       |

Сноска
1. ↑  Мандел нажал свою кнопку во время комментария Моргана про выступление Дж. Криса Ньюберга.

## Полуфиналы
Полуфиналы шестого сезона начались 23 августа 2011 года, а закончились 31 августа 2011 года. На этом этапе конкурса 24 номера, которые продвинулись вперёд мимо четвертьфиналов в живом выступлении для зрителей и голосования судей. Кроме того, в этом раунде были выдвинуты вперёд 5 номеров вместо 4.
| Key | Нажата кнопка | Выбор судей | Прошёл в Топ-10. | Занял или 5, или 6 место; Победил (голосование судей). | Занял или 5, или 6 место; Проиграл (голосование судей). |

### Раунд 1 (23-24 августа)
Гости: Деми Ловато, Принц Поппикок, группа «New Boyz».
| Порядок | Участник                       | Описание номера                      | Нажатия и выбор судей | Нажатия и выбор судей | Нажатия и выбор судей |
| Порядок | Участник                       | Описание номера                      | Мандел                | Осборн                | Морган                |
| ------- | ------------------------------ | ------------------------------------ | --------------------- | --------------------- | --------------------- |
| 1       | Zuma Zuma                      | Акробатические трюки                 |                       |                       |                       |
| 2       | Бет Энн Робинсон               | Танцор                               |                       |                       |                       |
| 3       | Трио «Sandou» на русской палке | Акробаты на русской палке            |                       |                       |                       |
| 4       | Кевин Колис                    | Певец/музыкант                       |                       |                       |                       |
| 5       | Мэтт Вильгельм                 | Трюковой велосипедист в чёрном свете |                       |                       |                       |
| 6       | POPLYFE                        | Группа                               |                       |                       |                       |
| 7       | West Springfield Dance Team    | Танцевальная группа                  |                       | [ note 2 ]            |                       |
| 8       | Мелисса Велласенор             | Комик/импрессионист                  |                       |                       |                       |
| 9       | Команда «iLuminate»            | Танцевальная танцевальная группа     |                       |                       |                       |
| 10      | Дэниел Джозеф Бейкер           | Певец/пианист                        |                       |                       |                       |
| 11      | Miami All-Stars                | Танцевальная труппа                  |                       |                       |                       |
| 12      | Лис Агнес                      | Оперный певец                        |                       |                       |                       |

Сноски
1. ↑  Трио «Sandou» решило не выступать на русской палке, вместо этого их номер связан с певцом Кэсси, который играет на фортепиано вверх тормашками в воздухе.
2. ↑  Потому что оба судьи Мандел и Морган проголосовали за участников West Springfield Dance Team, а намерения Осборна голосовать не выявлено.

### Раунд 2 (30-31 августа)
Гости: Давид Гетта, Флоу Райда, Ники Минаж, Сьюзан Бойл.
| Порядок | Участник                     | Описание номера               | Нажатия и выбор судей | Нажатия и выбор судей | Нажатия и выбор судей |
| Порядок | Участник                     | Описание номера               | Мандел                | Осборн                | Морган                |
| ------- | ---------------------------- | ----------------------------- | --------------------- | --------------------- | --------------------- |
| 1       | The Kinetic King             | Кинетический артист           |                       |                       |                       |
| 2       | Fatally Unique               | Танцевальная бригада          |                       |                       |                       |
| 3       | Лэндон Суонк                 | Фокусник/иллюзионист          |                       | [ note 1 ]            |                       |
| 4       | Gymkana                      | Труппа гимнастов/акробатов    |                       |                       |                       |
| 5       | Summerwind Skippers          | Труппа акробатов со скакалкой |                       |                       |                       |
| 6       | Snap Boogie                  | Танцор                        |                       |                       |                       |
| 7       | Анна Грейсман                | Певица                        |                       |                       |                       |
| 8       | Стивен Ретчлесс              | Танцор на шесте               |                       |                       |                       |
| 9       | Smage Brothers Riding Shows  | Трюковые мотоциклисты         |                       |                       |                       |
| 10      | Профессор Splash             | Прыгун с высоты               |                       |                       |                       |
| 11      | Ландау Евгений Мёрфи-младший | Джазовый певец                |                       |                       |                       |
| 12      | Silhouettes                  | Силуэтная танцевальная группа |                       |                       |                       |

Сноски
1. ↑  Осборн случайно нажал на свою кнопку во время выступления Лэндона Суонка.
2. ↑  То, что было предназначено для окончательного сальто через огненное кольцо и последнего навыка рутины, в результате участник сталкивается с огненным кольцом.
3. ↑  Профессору Splash пришлось снова выступать за пределами студии из-за соображений безопасности. У судей вне студии не было кнопок, а вместо этого им принесли плакаты с изображением красного икса, хотя судьи ими не пользовались.

## Топ-10
Тур Топ-10 состоял из двух эпизодов на одной неделе. Эпизод вышел в эфир 6 сентября 2011 года, а результаты эпизода были показаны 7 сентября 2011 года. Выступил участник из пятого сезона — победитель Майкл Гримм. На результатах шоу выступила группа „Il Divo“.
| Top Ten |                              | |           |                                                          |
| Порядок | Участник                     | Описание номера | Результат | Заметки                                                  |
| 1       | Miami All-Stars              | Танцевальная труппа; танцевали под рутину чирлидинг-тематическую сальсу под песню „Miami“ Уилла Смита. | Выбыл     | Кнопка нажата Пирсом Морганом                            |
| 2       | Лис Агнес                    | Оперный певец; пел песню „Dream On“ группы Aerosmith | Выбыл     |                                                          |
| 3       | Лэндон Суонк                 | Фокусник/иллюзионист; выступил под композиции „I Don’t Want to Be“ Гевина Дегро и „Secrets“ группы OneRepublic, где вызывал золотую рыбку из крекера; Во второй части он толкнул её вручную через руку, видимо, цельным куском стекла и выпустил золотую рыбку в аквариум. | Выбыл     |                                                          |
| 4       | Анна Грейсман                | Пела песню „True Colors“ Синди Лаупер | Выбыла    |                                                          |
| 5       | Silhouettes                  | Силуэтные выступления; тема основана на Американской Мечте Ребёнка „I Believe“ группы „Blessid Union of Souls“ | Прошли    |                                                          |
| 6       | Smage Brothers Riding Shows  | Трюковые мотоциклисты; трюки на мотоциклах такие, как в парке скейтбординга под композицию „Fat Lip“ группы Sum 41 | Выбыли    |                                                          |
| 7       | POPLYFE                      | Группа; попурри песен „I’ll Be There“, „I Want You Back“, „The Love You Save“ группы Jackson 5. | Прошли    | Случайно нажата кнопка Шэрон Осборн после их выступления |
| 8       | West Springfield Dance Team  | Танцевальная труппа; тема вампиров | Выбыли    | Кнопка нажата Пирсом Морганом                            |
| 9       | Ландау Евгений Мёрфи-младший | Джазовый певец; пел песню „Ain’t That a Kick in the Head?“ Дина Мартина | Прошли    |                                                          |
| 10      | Команда „iLuminate“          | Светящаяся танцевальная группа; ремикс песни „Thunder“ группы „Nuttin' But Stringz“ (которые выступали в третьем сезоне проекта „В Америке есть таланты“) | Прошли    |                                                          |

## Финалы
Финалы шестого сезона проходили в течение двух ночей. Одночасный эпизод вышел в эфир 13 сентября 2011 года, а выступил в главной роли победитель второго сезона Терри Фатор.
Двухчасовой финал вышел в эфир 14 сентября 2011 года, в главной роли специальные выступления от многих участников, включая группы „Def Leppard“, „OneRepublic“, дуэт с Тони Беннеттом и Куин Латифой, номер „Iris“ из „Cirque du Soleil“ и соперника из пятого сезона „В Америке есть Таланты“ Джеки Эванко.
Также были включены выступления дуэтов участников со знаменитостями. Ландау Евгений Мёрфи-мл. выступил с Патти Лабелле, команда „iLuminate“ с панк-группой „Cobra Starship“, „Silhouettes“ с Лиэнн Раймс, а группа „POPLYFE“ со Стиви Уандером.
Шоу посмотрели 13.600.000 зрителей, а просмотр финалов достиг 14.370.000 зрителей. За последние полчаса „В Америке есть таланты“ финал уже посмотрели 16.560.000 человек. Объединённый в две ночи финал смотрели в среднем 14.020.000 человек. Хотя по сравнением с финалом прошлого года, „В Америке есть таланты“ в частности оценивается выше, чем премьера 23 сезона хитового реалити-шоу „Survivor: South Pacific“ („Оставшийся в живых: южная часть Тихого Океана“) канала CBS.

### Таблица финальных удалений
| Key | Победитель | Соперник (2 место) |

| Финалы (13-14 сентября 2011) |                              | |                                   | |
| Порядок                      | Участник                     | Описание выступления | Результат (14 сентября 2011 года) | Заметки |
| 1                            | Ландау Евгений Мёрфи-младший | Джазовый певец; пел песню «My Way» Фрэнка Синатры. | Победитель                        | |
| 2                            | Команда «iLuminate»          | Светящаяся танцевальная группа; в больших масштабах, синхронизированной рутине с калейдоскопическими эффектами выступали под песню «Feel So Close» Кельвина Харриса и ремикс на ту же песню группы Nero | 3 место                           | |
| 3                            | POPLYFE                      | Группа; выступали под песни «We Will Rock You» и «We Are the Champions» группы Queen | 4 место                           | |
| 4                            | Silhouettes                  | Силуэтные участники; рутина о молодой девушке, которая мечтает о путешествии, чтобы увидеть мир, под песню «What a Wonderful World» Луи Армстронга                                                      | 2 место                           | Сначала номер был отложен из-за технических неполадок; Шэрон Осборн случайно нажала на кнопку после выступления |

## Таблица раунда
Ниже приведён список из 48 участников из четвертьфиналов, которые прошли через «Неделю в Лас-Вегасе», и 12 участников, которых выбрали от отдельных прослушиваний в Youtube, а один участник из «Дикой карты», который изначально выбыл в Лас-Вегасе.
Курсивом показаны номера, выбранные в прослушиваниях на Youtube, и не были показаны в предварительных прослушиваниях или в «Неделе в Лас-Вегасе»; таким образом, в четвертьфиналах был их дебют на конкуренции.
| Key | Победитель | 2 место | Финалист | Финалист Топ-10 | Полуфиналист | Дикая карта |

| Название номера                  | Возраст(ы) | Жанр                     | Номер                          | Откуда                       | Четвертьфинал (неделя) | Полуфинал (неделя) | Конечная позиция     |
| -------------------------------- | ---------- | ------------------------ | ------------------------------ | ---------------------------- | ---------------------- | ------------------ | -------------------- |
| Ландау Евгений Мёрфи-младший     | 36         | Пение                    | Джазовый певец                 | Логан (Вирджиния)            | 3                      | 2                  | 1 место              |
| Silhouettes                      | 4-18       | Танцы                    | Силуэтные танцоры              | Денвер (Колорадо)            | 2                      | 2                  | 2 место              |
| Команда «iLuminate»              | 25-33      | Танцы                    | Светящаяся танцевальная группа | Лос-Анджелес (Калифорния)    | 4                      | 1                  | 3 место              |
| POPLYFE                          | 12-16      | Музыка                   | Группа                         | Окленд (Калифорния)          | 3                      | 1                  | 4 место              |
| Анна Грейсман                    | 11         | Музыка                   | Певица                         | Джуно (Аляска)               | 1                      | 2                  | Выбыла               |
| Лэндон Суонк                     | 26         | Магия                    | Фокусник/иллюзионист           | Василла (Аляска)             | 2, 6                   | 2                  | Выбыл                |
| Лис Агнес                        | 27         | Музыка                   | Оперный певец                  | Денвер (Колорадо)            | 3                      | 1                  | Выбыл                |
| Miami All-Stars                  | 13-43      | Танцы                    | Танцевальная труппа            | Майами (Флорида)             | 1                      | 1                  | Выбыли               |
| Smage Brothers Riding Shows      | 18-25      | Выступление              | Трюковые мотоциклисты          | Элкхорн (Висконсин)          | 2                      | 2                  | Выбыли               |
| West Springfield Dance Team      | N/A        | Танцы                    | Танцевальная труппа            | Спрингфилд (Вирджиния)       | 5, 6                   | 1                  | Выбыли               |
| Бэт Энн Робинсон                 | 14         | Танцы                    | Танцор                         | Дотан (Алабама)              | 5                      | 1                  | Выбыл                |
| Дэниел Джозеф Бейкер             | 20         | Музыка                   | Певец                          | Кейти (Техас)                | 2                      | 1                  | Выбыл (выбор судей)  |
| Fatally Unique                   | 13-22      | Танцы                    | Танцевальная команда           | Рокфорд (Иллинойс)           | 4                      | 2                  | Выбыли               |
| Gymkana                          | N/A        | Выступление              | Акробатика                     | Колледж-парк (Мэриленд)      | 5                      | 2                  | Выбыл                |
| Кевин Колис                      | 33         | Музыка                   | Певец                          | Нью-Браунфелс (Техас)        | 5                      | 1                  | Выбыл                |
| The Kinetic King                 | 47         | Разнообразие             | Кинетический артист            | Сент-Пол (Миннесота)         | 4, 6                   | 2                  | Выбыл                |
| Мэтт Вильгельм                   | 32         | Выступление              | Трюковой велосипедный всадник  | Чикаго (Иллинойс)            | 5                      | 1                  | Выбыл                |
| Мелисса Велланесор               | 23         | Комедия                  | Комик/импрессионист            | Уайттайр (Калифорния)        | 4                      | 1                  | Выбыла               |
| Профессор Splash                 | 50         | Опасность                | Прыгун с высоты                | Денвер (Колорадо)            | 3                      | 2                  | Выбыл                |
| Трио «Sandou» на русской палке   | 25-43      | Опасность                | Акробаты                       | Сан-Антонио (Техас)          | 1                      | 1                  | Выбыли               |
| Snap Boogie                      | 18         | Танцы                    | Танцор                         | Бостон (Массачусетс)         | 1                      | 2                  | Выбыл (выбор судей)  |
| Стивен Ретчлесс                  | 24         | Танцы                    | Танцор со скакалкой            | долина Лас-Вегас (Невада)    | 2                      | 2                  | Выбыл                |
| Summerwind Skippers              | 22-36      | Выбыл                    | Акробаты со скакалкой          | Бойсе (Айдахо)               | 3, 6                   | 2                  | Выбыли               |
| Zuma Zuma                        | 28-42      | Выступление              | Акробатические трюки           | Лас-Вегас (Невада)           | 4                      | 1                  | Выбыли               |
| Avery and the Calico Hearts      | 9-10       | Музыка                   | Вокальное трио                 | Лаббок (Техас)               | 4, 6                   | N/A                | Выбыли               |
| Чарльз Пичок                     | 35         | Жонглирование            | Жонглёр                        | Кент (Огайо)                 | 4, 6                   | N/A                | Выбыл                |
| The Fiddleheads                  | 21-23      | Музыка                   | Группа блюграсса               | Дахлонега (Джорджия)         | 1, 6                   | N/A                | Выбыли (выбор судей) |
| Дж. Крис Ньюберг                 | 41         | Комедия                  | Комик/гитарист                 | Бирмингем (Мичиган)          | 1, 6                   | N/A                | Выбыл                |
| Сет Грабел                       | 29         | Магия                    | Фокусник/шоумен                | Лос-Анджелес (Калифорния)    | 3, 6                   | N/A                | Выбыл                |
| Шевонне Филидор                  | 20         | Музыка                   | Певица/музыкант                | Тампа (Флорида)              | 6                      | N/A                | Выбыла               |
| Those Funny Little People        | 23-53      | Выступление              | Новые танцоры                  | Чикаго (Иллинойс)            | 1, 6                   | N/A                | Выбыли               |
| Трюковая команда жёлтого дизайна | 25-41      | Выступление              | Трюковые мотоциклисты          | Монумент (Колорадо)          | 4, 6                   | N/A                | Выбыли               |
| Aeon                             | N/A        | Выступление              | Паркурные участники            | Лос-Анджелес (Калифорния)    | 5                      | N/A                | Выбыли               |
| Атакующая танцевальная группа    | 19-25      | Танцы                    | Танцоры                        | Таллахасси (Флорида)         | 2                      | N/A                | Выбыли               |
| Брина Белл                       | 8          | Танцевальное выступление | танцор/гимнастка               | Линкольн (Алабама)           | 5                      | N/A                | Выбыла               |
| Бретт Дэниелс                    | 50         | Магия                    | Фокусник/иллюзионист           | Милуоки (Висконсин)          | 5                      | N/A                | Выбыл                |
| Captain and Maybelle             | 38, 32     | Опасность                | Интермедия                     | Дугласвилль (Джорджия)       | 3                      | N/A                | Выбыли               |
| Дэни Шей                         | 22         | Музыка                   | Певец/музыкант                 | Орландо (Флорида)            | 2                      | N/A                | Выбыл                |
| Дезмонд Микс                     | 28         | Пение                    | Певец/пианист                  | Пайнвилль (Луизиана)         | 1                      | N/A                | Выбыл                |
| Дуэт «Aero»                      | 23, 24     | Выступление              | Воздушные гимнасты на трапеции | Сент-Пол (Миннесота)         | 1                      | N/A                | Выбыли               |
| Дилан Андре                      | 19         | Пение                    | Певец/музыкант                 | Зиглерсвилль (Пенсильвания)  | 2                      | N/A                | Выбыл                |
| Echo of Animal Gardens           | 15, 32     | Выступление животных     | Говорящая/поющая птица         | Лейк-Женева (Висконсин)      | 1                      | N/A                | Выбыли               |
| Бесстрашная семья Флорес         | 8-35       | Выступление              | Трюковые мотоциклисты          | Мякка-сити (Флорида)         | 1                      | N/A                | Выбыли               |
| Фрэнк Майлс                      | 50         | Выступление              | Опасный номер                  | Сан-Франциско (Калифорния)   | 4                      | N/A                | Выбыл                |
| Гейб Рокс                        | N/A        | Выступление животных     | Собачьи трюки                  | Беллингем (Вашингтон)        | 5                      | N/A                | Выбыли               |
| Гичи Гай                         | 46         | Комедия                  | Сидячий комик                  | Рочестер (Мичиган)           | 2                      | N/A                | Выбыл                |
| Ян Джонсон                       | 16         | Выступление              | Выступление с йо-йо            | Хеброн (Иллинойс)            | 3                      | N/A                | Выбыл                |
| Kalani Basketball Freestyle      | 24         | Выступление              | Баскетбольное жонглирование    | Хонолулу (Гавайи)            | 5                      | N/A                | Выбыли               |
| Маурисио Эррера                  | 33         | Музыка                   | Певец/шоумен                   | Орендж (Калифорния)          | 3                      | N/A                | Выбыл                |
| Mona Lisa                        | 29         | Музыка                   | Вокальный дуэт                 | Санта-Ана (Калифорния)       | 2                      | N/A                | Выбыли               |
| Monet                            | 12         | Пение                    | Певец                          | Шарлотта (Северная Каролина) | 3                      | N/A                | Выбыл                |
| Powerhouse                       | N/A        | Пение                    | Хор                            | Бербанк (Калифорния)         | 5                      | N/A                | Выбыли               |
| Purrfect Angelz                  | 22-36      | Танцы                    | Танцевальная труппа            | Голливуд (Калифорния)        | 3                      | N/A                | Выбыли               |
| The Rhinestone Ropers            | 28, 52     | Выступление              | Опасный номер в западном стиле | Джером (Айдахо)              | 2                      | N/A                | Выбыли               |
| Сэм Би                           | 32         | Танец                    | Танцор                         | Фолс-Чёрч (Вирджиния)        | 4                      | N/A                | Выбыл                |
| Скотт Александр                  | 41         | Магия                    | Фокусник/иллюзионист           | Ланкастер (Пенсильвания)     | 4                      | N/A                | Выбыл                |
| SH’Boss Boys                     | 5-7        | Выступление              | Трио рэперов                   | Атланта (Джорджия)           | 3                      | N/A                | Выбыли               |
| Squonk Opera                     | 33-52      | Музыка                   | Оперная команда                | Питтсбург (Пенсильвания)     | 1                      | N/A                | Выбыли               |
| Тейлор Дэвис                     | 18         | Музыка                   | Певец/музыкант                 | Лисбург (Джорджия)           | 4                      | N/A                | Выбыл                |
| Томас Джон                       | 22         | Комедия/выступление      | Жонглёр                        | Сан-Франциско (Калифорния)   | 2                      | N/A                | Выбыл                |
| TNC Elite                        | N/A        | Танцы                    | Клоггеры                       | Шарлотта (Северная Каролина) | 5                      | N/A                | Выбыли               |

Сноски
1. ↑  Шевонне выступала в «Дикой карте», ранее выбывшая в «Неделе в Лас-Вегасе» до четвертьфиналов.

## Производство
27 июля 2010 года Пирс Морган заявил, что подписал контракт с проектом «The Tonight Show с Джеем Лено». Запись шоу началась в марте 2011 года и были представлены все судьи, заявившие, что все 3 судьи, а также в качестве принимающей стороны Ник Кэннон, возвращаются. В ноябре 2011 года Морган сказал, что не вернётся в проект в связи с его фокусировкой на его шоу «Piers Morgan Tonight» на канале CNN.
Телеканал NBC 26 апреля начал показывать проморолики для шоу во время премьеры проекта «The Voice» (аналог российского «Голоса»), также отметив изменения и некоторых цветовых схемах логотипа с США на переднем плане. Судейский стол более преобразоывается, как в проекте «В Британии есть таланты» с трёхмерными иксами.
16 мая 2011 года Мандел появился на телевидении на шоу «Late Night with Jimmy Fallon» («Поздняя ночь с Джимми Фэллоном»), где он рассказывал о шоу. Мандел описал шоу как самое опасное. Во время интервью он сказал, что «Скорая помощь» приезжала ко многим примерно по 6 раз, чтобы ухаживать за некоторыми пострадавшими участниками.
В этом году шоу обычно проводят в своём формате, в отличие от предыдущего сезона. Процесс прослушиваний и «Неделя в Лас-Вегасе» были без изменений, в то время как живые показы, состоящие из нескольких четвертьфинальных раундов (включая 2 специальные недели для номеров с Youtube и участников «Дикой карты»), 2 недели полуфиналов и 2 последующих финальных раунда, отличались изменениями в пятом сезоне.

## Рейтинги

### Рейтинги США
| Порядок | Эпизод(ы)                                                 | Дата эфира       | Рейтинг | Доля | Рейтинги Нилсена (18-49) | Зрители (в млн. чел.) | Позиция (Временной интервал) | Позиция (Ночь) (18-49) | Позиция (Ночь) (общее число зрителей) | Позиция (Неделя) (общее число зрителей) |
| ------- | --------------------------------------------------------- | ---------------- | ------- | ---- | ------------------------ | --------------------- | ---------------------------- | ---------------------- | ------------------------------------- | --------------------------------------- |
| 1       | «Прослушивания в Лос-Анджелесе и Атланте»                 | 31 мая 2011      | 8.8     | 14   | 4.3/12                   | 15.28                 | #1                           | #3                     | #1                                    | #3                                      |
| 2       | «Прослушивания в Сиэтле»                                  | 7 июня 2011      | 7.4     | 13   | 3.7/12                   | 12.93                 | #1                           | #3                     | #2                                    | #5                                      |
| 3 4     | «Прослушивания в Хьюстоне» «Прослушивания в Миннеаполисе» | 8 июня 2011      | 7.1     | 12   | 3.7/10                   | 12.64                 | #1                           | #1                     | #1                                    | #6                                      |
| 5       | «Прослушивания в Сиэтле» (часть 2)                        | 14 июня 2011     | 7.3     | 12   | 3.5/11                   | 12.59                 | #1                           | #2                     | #1                                    | #1                                      |
| 6       | «Прослушивания в Атланте» (часть 2)                       | 21 июня 2011     | 7.1     | 12   | 3.4/11                   | 12.30                 | #1                           | #2                     | #1                                    | #2                                      |
| 7       | «Прослушивания в Нью-Йорке»                               | 22 июня 2011     | 7.5     | 12   | 3.9/11                   | 13.49                 | #1                           | #1                     | #1                                    | #1                                      |
| 8       | «Прослушивания в Нью-Йорке» (часть 2)                     | 28 июня 2011     | 7.3     | 13   | 3.3/11                   | 12.46                 | #1                           | #2                     | #1                                    | #3                                      |
| 9       | «Прослушивания (эпизод 9)»                                | 29 июня 2011     | 7.6     | 13   | 4.1/12                   | 13.71                 | #1                           | #1                     | #1                                    | #1                                      |
| 10      | «Финальные прослушивания»                                 | 5 июля 2011      | 7.2     | 12   | 3.6/11                   | 12.59                 | #1                           | #2                     | #2                                    | #4                                      |
| 11      | «Неделя в Лас-Вегасе» (часть 1)                           | 5 июля 2011      | 8.8     | 14   | 4.6/13                   | 15.78                 | #1                           | #1                     | #1                                    | #1                                      |
| 12      | «Неделя в Лас-Вегасе» (часть 2)                           | 6 июля 2011      | 7.3     | 12   | 3.6/11                   | 12.85                 | #1                           | #1                     | #1                                    | #3                                      |
| 13      | «Четвертьфиналы. Неделя 1»                                | 12 июля 2011     | 7.9     | 13   | 4.0/11                   | 14.07                 | #1                           | #1                     | #1                                    | #1                                      |
| 14      | «Четвертьфиналы. Неделя 1» (результаты)                   | 13 июля 2011     | 6.8     | 11   | 3.0/9                    | 11.43                 | #1                           | #1                     | #1                                    | #2                                      |
| 15      | «Четвертьфиналы. Неделя 2»                                | 19 июля 2011     | 7.3     | 12   | 3.6/10                   | 13.04                 | #1                           | #1                     | #1                                    | #1                                      |
| 16      | «Четвертьфиналы. Неделя 2» (результаты)                   | July 20, 2011    | 5.9     | 10   | 2.7/8                    | 10.32                 | #1                           | #1                     | #1                                    | #2                                      |
| 17      | «Четвертьфиналы. Неделя 3»                                | 26 июля 2011     | 6.6     | 11   | 3.1/9                    | 11.54                 | #1                           | #1                     | #1                                    | #1                                      |
| 18      | «Четвертьфиналы. Неделя 3» (результаты)                   | 27 июля 2011     | 6.0     | 10   | 2.8/8                    | 10.74                 | #1                           | #1                     | #1                                    | #2                                      |
| 19      | «Четвертьфиналы. Неделя 4»                                | 2 августа 2011   | 6.8     | 11   | 3.1/9                    | 11.92                 | #1                           | #1                     | #1                                    | #1                                      |
| 20      | «Четвертьфиналы. Неделя 4» (результаты)                   | 3 августа 2011   | 5.8     | 10   | 2.5/7                    | 9.96                  | #1                           | #2                     | #1                                    | #2                                      |
| 21      | «Четвертьфиналы. Специально для Youtube»                  | 9 августа 2011   | 6.6     | 11   | 3.0/8                    | 11.46                 | #1                           | #1                     | #1                                    | #1                                      |
| 22      | «Четвертьфиналы. Специально для Youtube» (результаты)     | 10 августа 2011  | 5.7     | 9    | 2.5/7                    | 9.73                  | #1                           | #1                     | #1                                    | #3                                      |
| 23      | "Четвертьфиналы. «Дикая карта» "                          | 16 августа 2011  | 6.0     | 10   | 2.8/5                    | 10.40                 | #1                           | #1                     | #1                                    | #2                                      |
| 24      | "Четвертьфиналы. «Дикая карта» " (результаты)             | 17 августа 2011  | 5.6     | 9    | 2.5/7                    | 9.74                  | #1                           | #2                     | #1                                    | #3                                      |
| 25      | «Полуфиналы. Раунд 1»                                     | 23 августа 2011  | 7.0     | 11   | 3.3/9                    | 11.99                 | #1                           | #1                     | #1                                    | #1                                      |
| 26      | «Полуфиналы. Раунд 1» (результаты)                        | 24 августа 2011  | 6.4     | 10   | 2.9/8                    | 11.12                 | #1                           | #1                     | #1                                    | #2                                      |
| 27      | «Полуфиналы. Раунд 2»                                     | 30 августа 2011  | 6.8     | 11   | 3.1/8                    | 11.14                 | #1                           | #1                     | #1                                    | #1                                      |
| 28      | «Полуфиналы. Раунд 2» (результаты)                        | 31 августа 2011  | 6.5     | 10   | 2.6/7                    | 10.65                 | #1                           | #2                     | #1                                    | #2                                      |
| 29      | «Топ-10»                                                  | 6 сентября 2011  | 7.1     | 11   | 3.1/8                    | 11.85                 | #1                           | #1                     | #1                                    | #9                                      |
| 30      | «Топ-10» (результаты)                                     | 7 сентября 2011  | 7.2     | 11   | 3.0/8                    | 12.36                 | #1                           | #1                     | #1                                    | #7                                      |
| 31      | «Финальные выступления»                                   | 13 сентября 2011 | 8.1     | 13   | 3.8/10                   | 13.67                 | #1                           | #1                     | #1                                    | #4                                      |
| 32      | «Финал»                                                   | 14 сентября 2011 | 8.5     | 14   | 3.6/10                   | 14.37                 | #1                           | #2                     | #1                                    | #3                                      |